# Sam Cooke
Samuel Cook (sinh ngày 22 tháng 1 năm 1931, mất ngày 11 tháng 12 năm 1964), được biết tới với tên Sam Cooke, là một ca sĩ, nhạc sĩ, nhà hoạt động nhân quyền và một doanh nhân người Mĩ. 

Là một ca sĩ kiêm nhà soạn nhạc gây ảnh hưởng lớn, anh thường được biết đến là "Ông hoàng nhạc Soul" bởi chất giọng đặc biệt và những đóng góp quan trong đến với nền âm nhạc. Anh bắt đầu ca hát từ khi còn nhỏ và đã gia nhập nhóm Soul Stirrers trước khi chuyển sang độc diễn và đã gặt hái được một chuỗi thành công với những bài hát như "You Send Me", "A Change Is Gonna Come", "Wonderful World", "Chain Gang", "Twistin' the Night Away", và "Bring it on Home to Me".
Với tư cách là người tiên phong đã có những đóng góp to lớn và tạo dựng nền móng cho những ca sĩ như Aretha Franklin, Bobby Womack, Al Green, Curtis Mayfield, Stevie Wonder, Marvin Gaye, và Billy Preston, đồng thời giúp nhạc của Otis Redding và James Brown đến được với công chúng. Nhà báo Bruce Eder của tờ AllMusic đã viết rằng Cooke là "cha đẻ của dòng nhạc soul", và anh có "một chất giọng tự nhiên đến mức kinh ngạc và chính nó đã tạo nên những giai điệu trôi chảy mà nhẹ nhàng, một điều mà chưa ai từng làm được".
Vào ngày 11 tháng 12 năm 1964, lúc đó Cooke 33 tuổi, đã bị bắn bởi Bretha Franklin, quản lý của Hacienda Motel ở Los Angeles, California, và tử vong tại chỗ. Sau khi điều tra, tòa án tuyên bó rằng cái chết của Cooke là do giết người. Kể từ sau đó, chính gia đình của Cooke đã yêu cầu thêm chi tiết về án mạng của anh.

## Tiểu sử
Cooke có tên khai sinh là Samuel Cook. Anh được sinh ra ở Clarksdale, Mississippi vào năm 1931 (sau này vào năm 1957 anh đã tự thêm một chữ "e" vào họ của mình để đánh dấu mốc thay đổi trong cuộc đời anh). Anh là đứa thứ năm trong tám người con của mục sư Charles Cook và vợ là Annie Mae trong nhà thờ Chruch of Christ. Một trong những anh em của Sam là L.C. (1932–2017) đã gia nhập nhóm nhạc doo-wop Johnny Keyes and the Magnificents.
Gia đình anh đã chuyển đến Chicago vào năm 1933. Cook đã học ở Mầm non Doolittle and Trung học Viện hàn lâm Wendell Phillips ở đó, nơi mà Nat "King" Cole đã theo học vài năm trước. Sam Cooke bắt đầu ca hát với anh em của mình trong nhóm Singing Children khi mới có sáu tuổi. Anh bắt đầu hát chính khi trong nhóm Highway QC vào năm 14 tuổi. Vào thời gian này, Cooke đã kết bạn với một vài ca sĩ Phúc âm khác, trong đó có cả Lou Rawls, một ca sĩ Phúc âm trong nhóm kình địch.

## Posthumous honors
- Shortly following his passing, Motown Records released We Remember Sam Cooke, a collection of Cooke covers recorded by The Supremes.
- In 1986, Cooke was inducted as a charter member of the Rock and Roll Hall of Fame.[19]
- In 1999, Cooke was honored with the Grammy Lifetime Achievement Award, and in 2004 Rolling Stone ranked him #16 on their list of the "100 Greatest Artists of All Time".[20]
- In 2008, Cooke was named the fourth "Greatest Singer of All Time" by Rolling Stone.[21]

## Discography

### Albums
| Year | Title                                               | Chart positions | Chart positions |
| Year | Title                                               | US              | UK              |
| ---- | --------------------------------------------------- | --------------- | --------------- |
| 1957 | Sam Cooke                                           | 16              |                 |
| 1962 | The Best of Sam Cooke                               | 22              |                 |
| 1963 | Night Beat                                          |                 |                 |
| 1964 | Ain't That Good News                                | 34              |                 |
| 1964 | Sam Cooke at the Copa                               | 29              |                 |
| 1985 | Sam Cooke at the Harlem Square Club (recorded 1963) |                 |                 |
| 1986 | The Man and His Music                               |                 | 8               |
| 2003 | Portrait of a Legend: 1951-1964                     |                 | 30              |
| 2005 | Portrait of a Legend: 1951-1964 (re-issue)          |                 | 19              |

### Singles
Bản mẫu:Inc-musong
| Year | Title                                  | Chart positions | Chart positions | Chart positions |
| Year | Title                                  | US              | R&B             | UK              |
| ---- | -------------------------------------- | --------------- | --------------- | --------------- |
| 1957 | "You Send Me"                          | 1               | 1               | 29              |
| 1957 | "Summertime, Pt. 1"                    | 81              | -               | -               |
| 1957 | "I'll Come Running Back to You"        | 18              | 1               |                 |
| 1957 | "Forever"                              | 60              | -               | -               |
| 1957 | "(I Love You) For Sentimental Reasons" | 17              | 5               | -               |
| 1957 | "Desire Me"                            | 47              | 17              | -               |
| 1958 | "Lonely Island"                        | 26              | 10              | -               |
| 1958 | "You Were Made for Me"                 | 39              | 7               | -               |
| 1958 | "Win Your Love for Me"                 | 22              | 4               | -               |
| 1958 | "Love You Most of All"                 | 26              | 12              | -               |
| 1959 | "Everybody Likes to Cha Cha"           | 31              | 2               | -               |
| 1959 | "Only Sixteen"                         | 28              | 13              | 23              |
| 1959 | "Summertime (Pt. 2)"                   | -               | -               | -               |
| 1959 | "There, I've Said It Again"            | 81              | 25              | -               |
| 1960 | "No One (Can Ever Take Your Place)"    | 103             | -               | -               |
| 1960 | "Teenage Sonata"                       | 50              | 22              | -               |
| 1960 | "Wonderful World"                      | 12              | 2               | 27              |
| 1960 | "Chain Gang"                           | 2               | 2               | 9               |
| 1960 | "Sad Mood"                             | 29              | 23              | -               |
| 1961 | "That's It, I Quit, I'm Moving On"     | 31              | 25              | -               |
| 1961 | "Cupid"                                | 17              | 20              | 7               |
| 1961 | "Feel It"                              | 56              | -               | -               |
| 1961 | "It's All Right"                       | 93              | -               | -               |
| 1962 | "Twistin' the Night Away"              | 9               | 1               | 6               |
| 1962 | "Having a Party"                       | 17              | 4               | -               |
| 1962 | "Bring It On Home To Me"               | 13              | 2               | -               |
| 1962 | "Nothing Can Change This Love"         | 12              | 2               | -               |
| 1962 | "Somebody Have Mercy"                  | 70              | 3               | -               |
| 1963 | "Another Saturday Night"               | 10              | 1               | 23              |
| 1963 | "Frankie and Johnny"                   | 14              | -               | 30              |
| 1964 | "A Change Is Gonna Come"               | 31              | 9               | -               |
| 1965 | "Shake"                                | 7               | 4               | -               |
| 1965 | "It's Got the Whole World Shakin'"     | 41              | 15              | -               |
| 1965 | "When a Boy Falls in Love"             | 52              | -               | -               |
| 1965 | "Ease My Troublin' Mind"               | 115             | -               | -               |
| 1965 | "Sugar Dumpling"                       | 32              | 18              | -               |
| 1966 | "Let's Go Steady Again"                | 97              | -               | -               |
| 1986 | "Wonderful World" (re-issue)           | -               | 18              | 2               |
| 1986 | "Another Saturday Night" (re-issue)    | -               | -               | 75              |